# مصطفى مراردة
مصطفى مراردة هو أحد قيادات الثورة الجزائرية، مجاهد ومناضل ضمن صفوف جبهة التحرير الوطني الجزائرية.

## نبذة عن حياته
ولد المجاهد مراردة مصطفى المسمى بن النوي في 21 أوت 1928 بأولاد شليح ولاية باتنة ابن الصالح وقيدوم علجية وتوفي في 18 ماي 2007.

## أهم أعماله الثورية
انخرط في صفوف الثورة التحريرية الجزائرية كمناضل منذ 14 نوفمبر 1954 حيث قام بأعمال عديدة منها مسؤول مركز مكلف بالمخابىْ والاتصال والعمليات، وتخريب مصالح المستعمر.
التحق بصفوف جيش التحرير الوطني في ماي 1955 بعد اكتشاف خلية الفدائيين التي كان ينشط فيها استشهد أربعة منهم.
رافق الفقيد آنذاك مسؤول ناحية باتنة اعبيدي محمد الطاهر المدعو الحاج لخضر أعبيدي
بعد مؤتمر الصومام عين ملازما أول عضواً في الناحية الرابعة بريكة من المنطقة الأولى مكلفاً بالاتصال والأخبار وذلك في أواخر أكتوبر 1956.ثمّ مسؤولا بنفس الناحية في أواخر 1957. ثم عضوا في مجلس المنطقة الأولى باتنة للولاية الأولى أواسط سنة 1958 محتفظاَ بقيادة الناحية، ثم رقى إلى رتبة نقيب مسؤول عن المنطقة الثانية أريس بداية سنة 1959.
ثم مسؤولاً للولاية بالنيابة بعد خروج الحاج لخضر إلى تونس بداية أفريل 1959 إلى أفريل 1960.
عند تجديد مجلس الولاية رقي رائدا عضو مكلف بالأخبار والاتصال وعضواً في مجلس الثورة الجزائرية أوائل 1960.
عمل ملحقا عسكريا في بغداد من جانفي 1965 إلى جويلية 1967
ثم قائداً لمدرسة أشبال الثورة في تلمسان من جويلية إلى نوفمبر 1970
ثمّ عضواً في المجلس الشعبي الوطني عن ولاية باتنة في 1976 إلى 1982
ثم عضواً بالمجلس الوطني للمجاهدين منذ سنة 1990 إلى غاية وفاته.

## وفاته
وافته المنية ليلة 18 ماي 2007 في منزله بباتنة عن عمر يناهز 79 سنة.

## وصلات خارجية
- تسجيل نادر للرائد مصطفى مراردة المدعو مصطفى بن النوي.
- الرائد مصطفى مراردة في رده على مشكلة امداد ولايات الجزائرية الداخلية بالسلاح.